# 諾里奇的朱利安

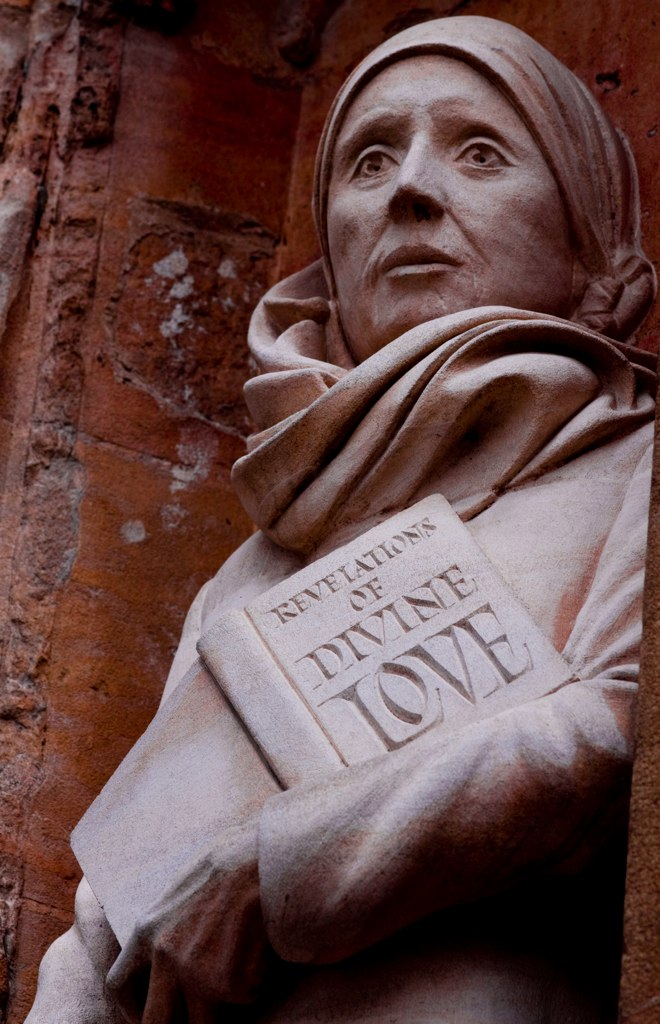
朱利安之雕像

諾里奇的朱利安（英語：Julian of Norwich，1342年11月8日－1416年），英國修女，重要基督宗教神秘主義者。於1373及1393年，先後發表了《神聖之愛的啟示》（英語：Revelations of Divine Love）的初版和加長注釋版，被視為第一本由女性書寫的英語書籍。 朱利安的工作是在她居住的社區提供靈性輔導，藉著其靈修權威和著作成名，在天主教、英國國教和信義宗教會受到特別記念。

## 生平

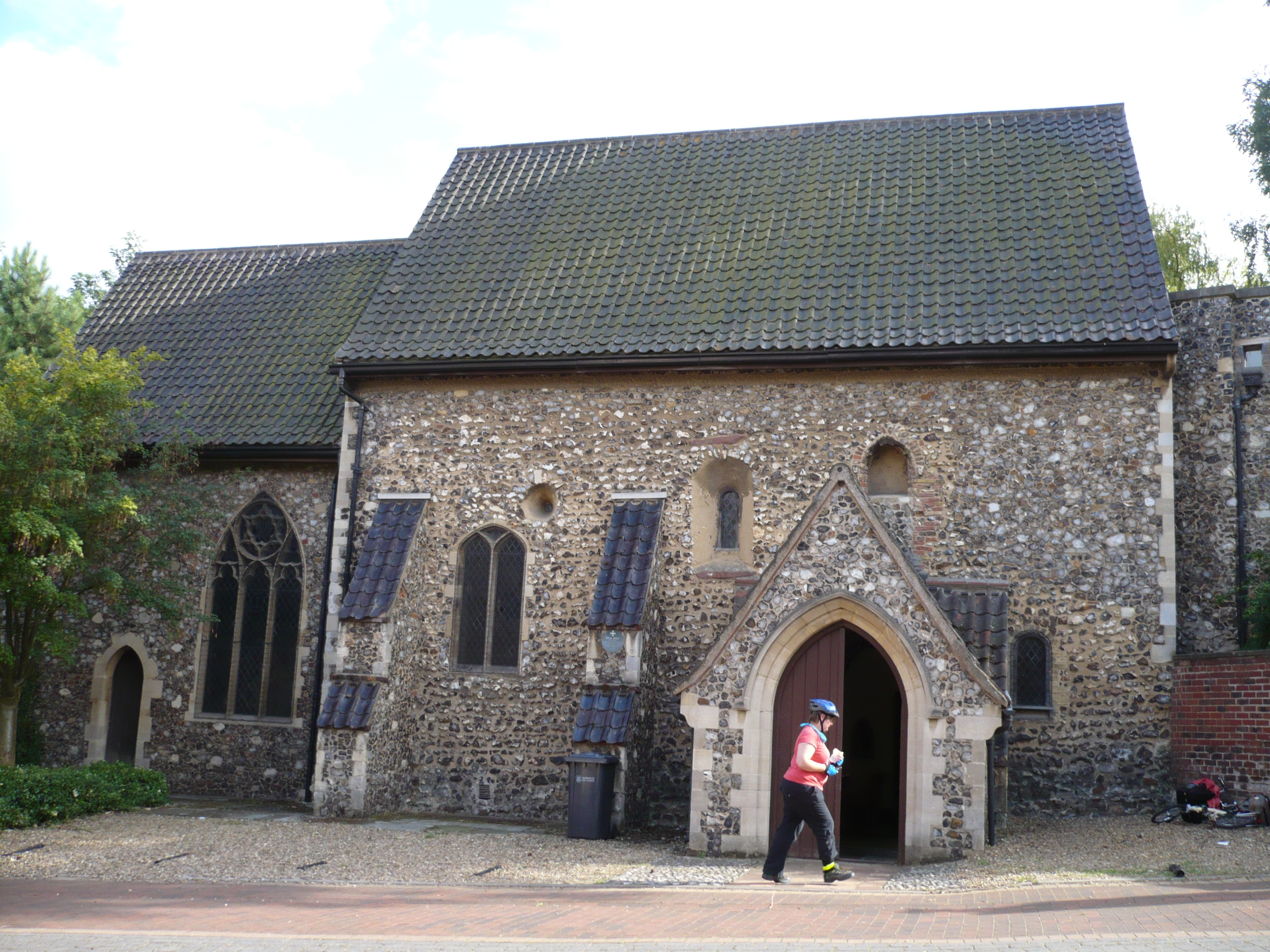
朱利安所居住的教堂之現址

朱利安於1342年出生於英國諾域治，原名不詳。諾域治位於英國東安格利亞（East Anglia）一帶，中世紀時為英國重要的宗教中心。她可能在愛爾蘭卡羅（Carrow）的聖本篤女修會接受教育，雖然她自稱自己未受過教育，在她的著作中，朱利安同樣在數處聲言她「愚昧無知」。然而，這可能只是她沒有接受較高級的教育而自謙，又或為讓讀者接受其論述的誇張修辭手法。從她的著作中，顯出她是一個有教養的人，她的作品中甚至展露出她比大多數同時代的人好的文學技能，更有學者指出她的著作文學水平可和英國中世紀傑出詩人喬叟（Geoffrey Chaucer）相比。 由此推斷，她可能在商人或專業人士的上流家中庭長大及受教，朱利安於後期文獻中，常被尊呼為「朱利安夫人」，似乎與此推斷吻合。身為上層階級一員，朱利安除了懂得英語之外，更可能懂得閱讀和書寫法文和拉丁文（不過學者沒有一致共識），並且能夠理解天主教聖經武加大譯本。 這點解釋了其著作中出現保羅及約翰福音神學思想的源頭。 是時歐洲流行的諸多想法於其學說出現，顯示她有機會閱讀於歐洲各地流傳的手稿，或許從當時教會的文獻中得到學習機會。 此外，朱利安所住的諾里奇當時有方濟各修會（Franciscans）、迦密會（Carmelites）和多明我會（Dominicans）的修院，身處上層階級的她容易從這些修院中，了解當時歐洲盛行的各種神秘主義，部分解釋了她的著作中和流行思想同步的源由。
關於朱利安的早期生活，歷史記載不多，但有記述指她作隱修女前曾結婚，並有十四名子女。朱利安這些早期的生活資料主要來源是瑪格麗・坎普 （Margery Kempe）的記述。 她雖然出身富貴家庭，但於作隱修女前，已強烈追求信仰的成長。據朱利安個人記載，她曾為個人生命祈求，都和與基督一同受苦相關：
第一項祈求：親歷基督的受難，希望更身同感受。（It seemed to me that I had great felling for the Passion of Christ, but still I desired to have more by the grace of God.）
第二項祈求：體會目睹基督死亡之人的感受，使自己親眼目睹基督如何為她犧牲，與當時的人同歷基督死亡帶來的哀傷。（I thought that I wished that I had been at that time with Mary Magdalen and with the others who were Christ's lovers, so that I might have seen with my own eyes our Lord's Passion which he suffered for me, so that I might have suffered with him as others did who loved him.）
第三項祈求：因聽到另一女聖徒St. Cecilia頸部受創引致三個傷口，求神同樣給三個傷口自己，幫助記念基督。（I conceived a great desire, and prayed our Lord God that he would grant me in the course of my life three wounds.）
這禱告的總結可用「三個傷心」歸納：真心痛悔 (the wound of contrition)、愛的憐憫 (the wound of compassion) 和渴慕上帝的旨意(the wound of longing with my will for God)。 學者分析這種禱告表示她對基督受難一事不滿足於停留在知識層面，而期望達到個人參與的程度。
她的自傳記載在三十一歲半時患上重病， 學者認為當時她居住在坎伯尼， 瀕臨死亡，但這病帶來一系列深層的屬靈經驗，包括十六個異象和各種預言。後來她從這病康復，並用英文記錄，以讓更多人理解其經歷。 不過，朱利安是否在此經歷後就直接獻身作隱修女，則有一定爭議。學者對此有三種假說：一者為朱利安於三十歲前已經奉獻，二者為她於1373到1393年間進入修道生涯，三者為她於1393年撰寫《神聖之愛的啟示》的長篇版後才正式奉獻。雖然著作中部分言論可能指向她寫作時已住在修道院中，如《啟示》第77章中提到「此地為監牢，此生為補贖，然主希望我們於復和中喜樂」（This place is prison, this life is penance, and he wants us to rejoice in the remedy.）， 但這種指涉地方的字眼，於朱利安對現世的批判中，可理解為對世界的隱喻。從當時社會文化而言，三十歲以上的平信徒婦女不作修女，而在家中閒居，也非絕不可能。故此朱利安的修道生涯何時開始，缺乏強而有力的證明，只能估計她應在1393年前已展開隱修生活， 而她在退離世俗，專心祈禱生活之後，身邊可能仍有僕人服事。 較為肯定的是朱利安和丈夫一起立志守獨身，並在隱修期間曾到聖地一次。 除此以外，她一生都居住在坎伯尼，居住在教堂旁的小屋度過餘生。她的主要工作為禱告、默想、寫作和安排時間從窗口給人提供勸勉。 不過，她似乎從聖地回到故鄉後於英國巡迴演說，批評教會神職人員的靈性和生活墮落。
關於朱利安隱修生涯的記述及其成名，主要因另一英國神秘主義女性瑪格麗・坎普而來。坎普曾於1412至1413年間向朱利安尋求屬靈引導。 這種引導職事類近現代的輔導，但更強調引導者以禱告和默觀與受助者同行。從朱利安的著作來看，她的導引角色不著重為對方尋找可行的解決方法，而是聆聽對方的需要，並以其默觀的得著指導受助者。朱利安的服事和工作，屬於歐洲中世紀後期流行的屬靈導引模式，也和她的神學思想相關。
朱利安卒年不詳，推測約為1416年。

## 重要著作

### 重要著作及過程
《神聖之愛的啟示》一書分短篇和長篇兩部分，短篇應於1373年後一至二年左右寫成，朱利安記載自己於1373年5月13日領受第一個異象，當年她31歲半。此書著名之處在於記載了她對16個病中所得異象的詮釋，於1393年她更發表擴充版，增加說明和個人詮釋。

### 著作中的異象
《神聖之愛的啟示》的前言中（1393年發表之延長版）列出的異象共有十六個（以下為按照英文所作的大綱翻譯）：
第一個異象：基督榮耀的荊棘冠冕，裏面蘊藏蒙福的三位一體，道成肉身下神與人靈魂的結合，帶來真實的異象和諸般智慧與愛的教訓，連結以下的所有異象。
第二個異象：基督臉貌的褪色，標誌祂珍貴的受難（Passion）。
第三個異象：我們全能的主神，一切的智慧和愛，正如祂忠信地如何創造萬物，祂同樣忠信地處事和完成所有要做的事。
第四個異象：基督敏感軟弱身體遭受劇烈的痛苦，令其寶血大量傾出，洗滌我們的罪。
第五個異象：邪靈被基督珍貴的受苦而勝過。
第六個異象：我們的主神如何以高尚的方式獎賞所有在天堂的蒙福的僕人。
第七個異象：眾多愉快和苦痛的經歷，要經歷愉悅的狀態，就要被恩典觸摸和光照，並帶著堅定永不動搖的喜樂；苦痛的經歷伴隨試探，引發我們肉身生命的擔子和疲倦，攻擊我們；但我們仍因神的美善，保守在祂的愛中，得到屬靈理解能力，即或身處患難也同樣真實。
第八個異象：基督最後的苦楚和殘忍的死亡過程中，臉上仍流露祂對人摯愛的情感。
第九個異象：蒙福的三位一體於基督極端的犧牲上的喜悅，並當基督慘痛的犧牲完成後，喜樂和愉快成為我們的安慰和快樂。
第十個異象：我們的主耶穌基督如何因愛的緣結，而將自己的心分開兩半，從而使我們明白無盡的愛。
第十一個異象：關於基督母親的屬靈啟示，使我們明白上主對世上母親和世人的愛。
第十二個異象：我們的主是至寶貴的，擁有世上一切生命之主權。
第十三個異象：我們的上主期望我們欣賞祂奇妙的創造之工，而他完美地創造世人，超越祂的一切其他創造之工；祂為人的罪作出偉大的補救工作，將我們的羞愧變為榮耀。他曾說：「看哪，我以同樣的權能、智慧和美善造出這一切，也必同樣將不好的事物改換一新，你將要親眼目睹。」因此祂期望我們在教會的信仰和真理上保守自己，單單追求合乎我們生命需要的奧秘。
第十四個異象：我們的上主是我們一切祈求的根基。其一是恰當的祈禱，另一是真正的信心，而神期望兩者都同樣充足。因此祂悅納我們的禱告，而他因自己的美善而成全它們。
第十五個異象：我們會突然擺脫自己的苦痛和悲哀，因祂的至善我們得而上到天界，有主耶穌成為我們的奬賞，充滿喜樂和愉悅。
第十六個異象：蒙福的三位一體真神永遠藉基督耶穌住在我們的靈裏，榮耀地統治和命令萬有，有權柄和智慧地拯救與保守我們，以致我們不會被敵人勝過。
朱莉安的十六個異象的異象符合耶穌在十字上受難、死亡、復活和榮耀升天的時序記述，並在最後四個異象強調人和神有直接、親密的祈求和相交關係。她的異象以受苦的基督為主線，十六個異象當中至少有七個提及基督的受苦。另外她也重視神的愛為終極目標，一半以上的異象提及神對人的愛，以及神給人的安慰和獎賞。

### 著作文學手法
朱利安以大量圖象帶出基督的受苦，有如照片的定格一樣，特別在十架上流血的情景，能夠喚起讀者情感上的回應。即使她不是描寫基督的外貌，她仍關注如何帶出耶穌這個具備神性的人格（divine personality）的情感部分。她重視基督的母性，也能喚起普遍讀者對母性的想象：豐富的創造力、無私的犧牲、全然的熱情，以及養育的特質。這些也是普遍的情感關係所具備的特性。朱利安的創造比喻和主人與僕人的比喻同樣引發讀者的情感聯想。朱利安的修辭技巧也有助其感性的描述力度，她的技巧和傳統以來的修辭相近，而她的個人特色是善於使用結構、字源和想像（manipulation of structure, syntax, and imagery）去建構啟示的氛圍（rhetoric of revelation）。她同時使用流行的文學手法，包括頭韻（Alliteration，即每個字的第一個字母相同）、押韻和韻律技巧，表明她重視聲音上的果效。因此她的神學知識不是流於沉悶的照本宣讀，而是充滿詩味和容易激起感覺的圖像。 此外，朱利安善用吊弔的異象，帶出上帝在矛盾中的合一：基督是親切而陌生的（homely and curteyse），同時身為母親和上帝。這些在文學上突出人類和上帝的連結，同樣具備這種成份：饑餓而口渴的罪人，在上帝裏找到豐足和安息。人性墮落而衍生的屬靈眼瞎，則因基督的光而得救贖。然而，這種不是人類摒棄自身的一切（self-negation），而是在上帝裏一切都得到更新。這種修辭令字面上互相衝突的意義不致抵消，而在神裏面得到更新和改變。
其中一個著名的異象朱利安看到一顆榛子，而從榛子她感受到創造的美善：
「那時天主給我看一個小東西，它在我手心上，渾圓若球，跟一顆小榛子差不多大小。我凝視著它，疑惑它究竟是什麼？然後天主對我說：『這就是整個受造萬有。』它是那麼微小，卻沒在驟然間碎裂化為烏有，反能久久長存，實在令我驚奇萬分。天主又對我說:「它要久久長存，從現在直到永遠，因為我非常珍惜它。」 
雖然榛子實體所代表的內涵不多，但朱利安能夠從神的角度想像，而感受到世界就如同一顆小榛子的大小一般。當她描寫上帝對榛子的珍重時，她將其連結至上帝的愛，與上帝因愛信徒的緣故而付上生命的代價。榛子的微小被連結至人類自身價值的渺小，而人類的價值越渺小，也就越顯出上帝極大的愛。
有學者以讀者回應理論分析朱利安的異象，認為這些異象不僅是客觀事實的描述，更是對讀者的屬靈指導，而 《神聖之愛的啟示》也是對屬靈歷程的示範性描述（exemplary narrative）。即使朱利安自己也強調異象的用意是安慰其他受苦的基督徒，因此她（據稱屬於她自己所寫）的個人傳記同樣有更大的文學作用，而不僅是描述客觀的寫作過程。她的文學技巧，用意在於使讀者走上同樣的屬靈道路。學者認為她的著作技巧協助其內容指向超越文字的意象，塑造不可見的屬靈意境。這種分析假設了朱利安的語言和神學框架取材自奧古斯丁的思想，類似奧古斯丁的《懺悔錄》，目的同樣是協助讀者得到道德和靈性上的啟發。

## 神學概念

### 上帝作為母親
學者分析朱利安曾作人母親的經歷，可能影響其著作中強調上帝母性的傾向。 朱莉安的異象視上帝為母親，既指上帝像人類的母親一樣，充滿憐憫和愛心的行為，但她相較其他中世紀神學家的分別，是她嘗試將女性的特徵套用在上帝身上。按朱莉安的邏輯，上帝之所以有充滿母性的行為，是因祂就是母親。她特別強調身為男性的耶穌，出生都源於耶穌母親馬利亞的母性，因此母性和道成肉身之關係密不可分。朱利安的著作將母親的屬性套用在三個位格上，但她主要討論基督作為母親的位格。舉例來說，她視基督為世人的母親，多次使用這譬比。然而她對神的理解不停留在神自身的關係將自己分別出來（父、母和配偶），祂更樂在其中，享受祂在三一和與世人相交的兩種關係。 
朱利安取用母親餵養子女的形象，比喻基督在永恆中同樣餵養和照顧人類。身為神的兒女，人類領悟基督的美善和慈愛，基督也視世人為珍貴和可愛，和好母親珍視兒女的身份一樣。身為兒女不需要對基督的愛失望，因為這種愛自然而生。朱利安由此出發，援用「餵養」、「照顧」、「培養」、「珍愛」等母性用字形容基督。但是她不止停留在單純的描繪，而申明惟有人以母子關係理解基督和世人的關係，才能完全認識上帝。地上的母親關係，是為了預備我們理解基督和我們的關係，而基督的受難為其母性的最高顯現。因此，朱利安著重基督的救贖性功能為其母性的顯現。人類因墮落而被限制在靈性幼稚的狀態，但基督是使我們長大成人的母親。她進一步指出基督身為母親的超越性，因為地上的母親「只將我們帶到受苦和受難的世界」，但耶穌將我們帶進永恆的生命。
不過，朱利安需要處理耶穌身為男性，與她著力描述的女性形象似乎不能兼容。她特別強調基督在十架上受難，其痛楚有如母親生下兒女。祂完成拯救後為信徒帶來新生，有如母親忍受極痛令新生命誕生。由於生產的痛苦只能在肉體上體會，惟有三個神格中道成肉身的基督，才能和這種痛楚認同。 她進一步的比較包括將基督的傷口功能等同母親的子宮，同樣孕育新生命，但基督接納我們的新生命，有更大的保護作用（we shall always be enclosed）。這種類比更將耶穌和教會聖禮的功能連結。天主教視聖餐中餵養信徒的餅和酒，為基督的身體自身。朱利安對基督母性的解釋，延伸至祂的犧牲像母親一樣給信徒實在的餵養，而祂在十架上流出的血和水，既和母親生育時的體液類同，也象徵兩個重要的聖禮：洗禮（水）和聖餐（血）。
事實上，朱利安在回答最基本的宗教問題：上帝是誰？雖然她不是第一個以女性比喻來形容神的隱修士或神學家，但她的著名之處，在於開創意涵豐富的女性意象來理解上帝，幫助人理解上帝的護理如何代表祂對人的愛。 她不是將世俗母親的形象應用在上帝的層面上，也並非指基督是我們地上的母親。相反，她的意思是地上的母親反映出基督的母性，然而兩者並不是同等，因基督不會讓祂的子女死亡。朱利安更相信這種神聖的愛是多不勝數、有同情心（應用在感受人的苦難中）、能保護人的。這種上帝的愛最終極的彰顯是透過道成肉身，使神降卑進入人心中與人一同經歷而表明。她把基督的受苦形容為：一個而備受敬畏的主，卻又是很謙卑的。因此，她的母性論述仍然在傳統基督信仰的道成肉身之中，特別強調一位榮耀的大君王，因母性而成為一個卑微的奴僕，但這種「平凡」的母性不是理所當然的。因此，她認為在天堂中，愛和懼怕會聯合而使人不再懼怕，而人與會上帝更接近。

### 苦難和榮耀
朱利安神學思想的另一核心，是我們在永恆中被愛，基督因此愛而成為我們與神之間的中保，甘願承受十架的苦難而彰顯出來。她雖然也論及基督為人類的緣故受苦，卻更強調人類的受苦，都因他們要一同體會基督的受苦。朱利安認為當我們見到一個愛我們的人受苦，這為我們帶來最大的苦楚。當基督顯給人類看的時候，他們不是看到祂的喜樂，而是祂的受苦，並與基督的苦難結連在一起。不過，這個「小苦楚」得以令人最終認識上帝，所以此過程不可或缺。朱利安與其他中世紀的作者一樣，認為基督受苦是過於人所能想像的，因為祂是神聖的。如果祂可以受更多苦的話，祂都願意這樣做，以致得以戰勝魔鬼，但這種苦痛卻非懲罰性的。透過基督為人受苦的愛，我們成為上帝的禮物，成為祂的喜樂、獎賞和冠冕。
針對造成苦難存在的罪性，朱利安的觀念近似當時流行的奧古斯丁的思維，或許是從教士中認識此種思想。學者也推測阿奎那（Thomas Aquinas）的熙篤會思維影響朱利安。 她最經典的名句是「罪雖在地，但一切將變好，一切事物都將變好」。不過，她並不因此而美化罪惡，透過君王與奴僕的比喻，朱利安把墮落與道成肉身拉上關係：基督是僕人，在福音書的比喻而言，祂是園主。祂受著終極的苦難時看不見上帝，但上帝仍看顧著祂。她總括保羅在哥林多前書十五章及羅馬書五章的教導，視亞當為僕人，而當上帝看到亞當時，祂見到基督。透過道成肉身，上帝看見人與人的罪，祂從中只見到基督。因此，人類是亞當與基督的結合，是好壞參半的個體。在人裡面，人有基督成聖的特質；但另一方面，人也有亞當所帶來的墮落。保羅用靈性與肉體兩個層面去形容人類為基督和亞當的結合，但朱利安則用感官和本質兩個層面去形容。人的感受使之與上帝分離，讓人有著世俗的觀感，但人的本質也顯出永生，因人是照上帝的形象被造的。
她對罪性的看法與愛任紐相近，都認為罪使人不能維持起初完美的形象。罪是「必須」的：這是上帝造我們時無可避免的後果，但罪是壞的，帶著羞愧和苦難；如果沒有罪，基督就不會受苦，沒有基督受苦我們就不能與上帝聯合，而這個聯合比起當初亞當沒有吃禁果的情況更美好。上帝需要的，是曾是罪人的聖人。然而，她並不看輕罪的嚴重性，或單單視罪為「不完全」：人在世上不能做好事，只能犯罪，而她也清楚指出魔鬼必須被對付。只有認真看待罪惡，才能明白救贖的重要性。她看重罪的觀念，認為在真實的罪惡上行公義，但並沒有清楚講及這是否二元論。
至於人犯罪造成的破壞，以及得救的過程，朱利安也有獨特的觀點。朱利安從兩種基督徒的愛 - 鄰舍的愛和上帝的愛 - 出發，思考是否會有人不能得救。她認同教會傳統的看法，認為一些人會被定罪。然而，她強調一些對人類來說不可能理解的事，對上帝而言並非同樣不可能，因人是否得救一事，受制於人有限而墮落的認識。罪並不帶來羞愧，卻是人的敬拜。罪人如大衛、彼得、保羅等都在天堂敬拜，因此在朱利安的啟示中，她預視了罪被轉化成敬拜。罪雖然已成為傷口，但當對罪有懺悔時，這些罪就像如方濟各的聖五殤一樣；而因著基督所作的，我們不再受苦。人類擁有的神的形象，但因人的罪而被玷污，懺悔和苦修將會醫治這破損的形象。罪人的傷口在上帝面前不再是傷口，而是敬拜。這種贖罪神學與保羅相似：人性因著亞當而墮落，但人性也因著基督（第二亞當）而得著救贖。而贖罪的核心就是，因著罪我們與上帝隔離，但卻因著基督救贖的工作我們與上帝同歸於一。
在《神聖之愛的啟示》的初版中，她認為上帝在某一個特別的時間（God "in a point"），相信已看顧和成就一切。在這個時刻，罪是虛無的。只有罪阻擋她追求上帝，而罪是必須而是虛無的，我們看不見罪，但我們可以見到它的影響。此論點近似奧古斯丁和阿奎那的思維。但在《神聖之愛的啟示》的增補版中，朱利安明確地指出罪使人與上帝隔絕，這種破壞的力量破壞了創造者和受創物的合一性。透過基督在十架上的受苦，神聖與人類得以再次接軌，使人與神再次聯合。這就是基督在十架上受死的功用。朱利安視基督為救贖而所受的苦是世界上最大的苦難，而罪所帶來的後果影響基督和所有受造物。基督為我們所受的苦，比我們因罪而要承受的苦更大。但祂的受苦洗淨我們，讓我們認清身份，尋求憐憫，使我們得到救贖。 然而，朱利安認為人仍然無法肯定末後大審判的確實結果，而人所能依賴的就是信心：信心是我們的燈，上帝作為父親，基督作為母親，聖靈作為我們的主，引領著我們的生命。
此外，朱利安也視人需要像基督一樣，主動接受苦難，正如她的第九個異象的第二十五章描述：
「我以勇氣整夜（在十架旁）守望，等待基督的逝去，並且當我仰望十架時，我以為會見到他死去的身體⋯⋯正當我以為這啟示完結的時候，我望著同樣的十架，突然看到他（耶穌）的容貌變為喜樂。他的轉變也影響我，令我極為高興和喜樂。我的神歡愉地在我的內心說話：『你過往的痛苦或傷心如今還存在嗎？』我也同樣地喜樂，因為我明白上主的心意，我們在苦楚中、在苦得幾乎要死之時都與祂同在十架之上，藉祂的幫助和恩典，我們甘心在同樣的十架上受苦，直到最後一刻⋯⋯我們在世微小的苦楚是為了令我們領悟神高升和永恆的知識，沒有苦楚，就永不得著。我們與祂在十架上的苦楚越大，與祂在樂園中的喜樂也越大。」
對朱莉安來說，基督受苦是她喜樂的泉源，她關於受苦的異象中，也一再強調苦楚和喜樂密不可分的關係。第二十二章中她受天堂未來的獎賞啟示激勵，而宣稱「若我能受苦更深，我應受此苦」（If I could suffer more, I should suffer more）。基督的榜樣是朱莉安如何活出此愛的指引。人的本質因著創造與神聯合，另一方面因著基督的救贖，我們的本質也與上帝聯合。透過基督的受苦與道成肉身，人的感官與本質聯合一起。因著基督是完全的人，人類才能透過基督認識自身。不過，朱莉安沒有忽略聖父和聖靈的角色，她的啟示也指出三位一體中的三個位格都在基督受苦一事上共同工作，也一同為聖子受苦得勝而喜樂。
我們容易誤以為朱利安鼓吹避世主義，不要理會當時的人間疾苦。然而，當時的歐洲受黑死病所困擾，一般人民難以控制自己生存環境，滋生絕望和對上帝刑罰的恐懼。朱利安嘗試藉其異象強調上帝和人一同承擔苦難，上帝的盼望能介入人性的絕望。基督的十架不單是受苦的黑暗，更是人間的天堂，因為在他的受苦中，他是被帶入人間的上帝之永恆的愛。從這向度出發，朱莉安的禱告就不是挪去難受的景象，而是透過忍受這些苦難，而獲得神超然的知識。
天主教在其制定的信條第313條中，曾援引朱利安對苦難的思考：
「『我們知道神的一切工作都是為信祂的人的益處。』這真理由歷世聖徒的見證得以確證⋯⋯聖諾里奇的朱利安曾說：『神的恩典教導我要恆切地持守在信仰裹⋯⋯並且同時我要堅定和熱切盼望神為此時安排的一切 - 一切將會變好』。」
（"We know that in everything God works for good for those who love him." The constant witness of the saints confirms this truth... Dame Julian of Norwich (said) : "Here I was taught by the grace of God that I should steadfastly keep me in the faith. . . and that at the same time I should take my stand on and earnestly believe in what our Lord shewed in this time - that 'all manner [of] thing shall be well.'"）

### 三位一體和神的愛
朱利安的異象中最直接的表達出人類的三一性，源自神自身三位一體的本質：
「因此，在我們被造的過程中，全能的上帝是我們慈愛的父親，滿有智慧的神是我們慈愛的母親，加上聖靈的愛和美善，一切都出自一位神、一位主。因為他是我們的母親、兄弟和救主，在我們的神的聖靈中，我們的生活和工作都得到獎賞，一切都無盡地超越我們渴想的，皆出於他不可思議的美意和豐盛的恩典。我們的生命由三方面構成：第一是我們的本體（being），第二是我們的成長（increasing），第三是我們的滿足（filfillment）。第一個是本質，第二個是憐憫，第三個是恩典。至於第一個，我深信三位一體的高位是我們的母親，三位一體的偉大的愛是我們的主，這一切都在我們的本質和真實的創造中⋯⋯因此，在我們的父、全能的上帝中，我們得著我們的本體，並在我們的慈悲的母親中，我們完成自己的轉化和復原，每部分臻至完美地聯合起來，因聖靈的獎賞和恩典而滿足。」
和中世紀的神秘主義傳統相似，朱利安相信基督能將信徒帶進與三位一體的神聯合的神秘境界。神的愛在三位一體的關係上自給自足，當人藉基督重生後，信徒的生命同樣得以自給自足，不再面對缺乏。人的靈魂和肉體在此種神學框架下，不僅是次等的受造物，更是盛載基督母性的器皿。
當人的靈魂受基督拯救後，就和神建立起個人關係。朱利安認為只有兩個人有關係，才能認識對方的情感，她也習慣將兩個截然不同的情感相提並論，以論證它們是彼此依存：比如沒有痛楚，就沒有舒適；悲傷與喜樂、絕望與平安、恐懼與確信的關係也類似。因此，她認為無論我們處於何種情感，上帝也是保護我們的神。她記錄一次典型的屬靈經歷時，形容自己「由心底裡充滿信心及倚靠，沒有任何的恐懼，平安與喜樂，仿如地球上任何事情都不能傷害她。縱然在過程中滲透着苦腦及絕望，但上帝的信心、愛心與盼望常與她同在。」透過這段文字，朱利安認為會上帝的愛在人的喜樂與苦澀中依然與人同在，但上帝的心意不會因人的悲傷及哀傷而被改變。在現實中，悲傷會使人受到限制，但喜樂卻能夠擴張人的境界。人需要盡快跨過這些情感，得著永恆的喜樂，因為哀傷僅是永恆喜樂的缺席。

### 禱告觀
朱利安對基督教時常論及向上帝的禱告，建基在對人性的重視之上。人和上帝的關係的最明顯的表徵是禱告，而不在乎任何外顯的事物，故此如何處理上帝在我們的生活中若即若離的矛盾體驗，在基督教思想史上反復出現。這個主題同樣在奧古斯丁的短語中看到 ：「我們的心不安，直到他們在上帝的愛中」。這句和日後的弗朗西斯·湯普森（Francis Thompson）的詩《天堂的獵犬》 (The Hound of Heaven) 的字句「我日日夜夜逃離神」相互呼應。基督徒相信神一直存在，只是人類不常常與神同在。有時人類逃避神，但人類靈魂深處空洞的感覺，驅使他們尋求神。朱利安這樣表達這種矛盾：
「因為我看見他，尋求他 - 因為我們現在如此盲目，如此愚蠢，我們永遠不能尋求神，直到他在自己的好處中，將他自己顯明給我們。當我們藉恩典看見他的時候，我們就被同樣的恩典所感動，以極大的渴望去尋求他，得著更大的喜樂。所以我看見他，尋找他，擁有他，也失去他。這應該是我們在這生活中的平凡的保證，正如我所看到的。」
在第一次《神聖之愛的啟示》短篇和第二次補篇之間的超過十五年，朱利安一直默想她與上帝的關係，以便領悟上帝對她的期望。 她指出自己的目標並不僅是為了自己，也是為了所有她的「基督徒同伴」。 她和各同伴一樣，有懷疑的時刻，也有上帝似乎不在的時刻。通過祈禱，她試圖明白這個矛盾，理解人的信心如何和屬靈的真實衝突：
「當我們的上帝啟示關於在禱告以外的祂時，我看到有兩個元素：一個是正當的禱告；另一個是信心的信。但我們的信往往不完整，因為我們不確定上帝是否會聽我們的禱告。這是因為我們的不配，以及我們在禱告時缺乏感覺；正如我們在禱告的前後，都常感到貧瘠和乾燥，所以我們會感到如此。我們的愚蠢是我們軟弱的主因，我自己也同樣體驗得到。我們的上帝突然把這一切帶到我心裡，並且顯露了這些話，說：『我是你們的懇求(beseech)的基礎。首先，這是我的意願，你們要有這個意願；然後我讓你想要它，以致你會懇求它。』⋯⋯
我們的上帝顯示出祂是懇求的力量的泉源⋯⋯並因我們的禱告而非常喜樂。他期望我們的禱告，渴望擁有我們的禱告，因為在他的恩典中，禱告能使我們更像他，這是出於我們的本體而渴望他的祝福的意願。因此他說：『雖然你似乎對禱告感到乏味，但仍要全心全意地禱告；雖然你可能不覺得滿足，但這些感覺裏仍帶來有益的滿足。全心全意地禱告時，可能什麼感覺也沒有；雖然你可能看不到什麼，你認為自己在乾燥和荒蕪、疾病和虛弱中而什麼都不能作，但你的禱告令我（上帝）最快樂，雖然你認為禱告近乎乏味，但你生活的所有禱告，都在我的視線中。』」
朱利安的禱告，帶出她和信徒共通的困局：要在懷疑和希望的極端中保持平衡，是令人厭倦的，故此在靈性生命上確實的感受，是信徒趨之若鶩的事。信徒的試探是不想面對人生太多的驚與喜，會因為他們不能夠控制上帝的旨意，而嘗試躲避祂。然而，在朱利安的啟示中，她意識到上帝是永遠不會離開信徒，即或是最黑暗的時刻。朱利安的著作呼應二十世紀靈修學者湯瑪斯．默頓（Thomas Merton）對她的分析：「這是她神學的核心：不是為了解決矛盾，而是在矛盾中平靜的待在其中⋯⋯智慧的心保持在希望和矛盾之中，也在悲傷和喜悅之中⋯⋯智慧的心存在於基督之內。」於此，朱利安確信信徒獨特的靈性洞察的分辨力來源，是堅定的、全心全意的禱告。她重視聖徒作為同伴的禱告，即使個人的祈禱沒有什麼感覺，但信徒身邊有一班良好的同伴 - 從過去到現在 - 都有超越空間和時間的同心禱告。這在神眼中，已經是極有價值的事。
朱利安的禱告觀是以上帝成中心，重視禱告的內涵與上帝的意念一致。上帝說祂是信徒祈求的根基，如果禱告中信徒的渴望與上帝一致，他們就得到所求的事物。當禱告者的靈性與上帝合一，他們的本質上就會與上帝一樣，而禱告者能與上帝合作，又使自己順服在上帝面前。對朱利安而言，最高的禱告是祈求與上帝分享同一個視野，即是信徒越清楚地見到祂，就越渴想尋求祂；而當信徒不見祂時，信徒就要使自己更有信人。因著上帝的恩典，信徒得以尋見祂，與上帝面對面及聯合，讓祂成為生命的中心，也享受在祂裡面的愛與喜樂。這種禱告的導向是使人與神的思想走向一致，但箇中又有非人性所能明白的元素。因此她指出禱告要全心投入，即使信徒不能感覺或看見，仍要堅持禱告。她相信恆常禱告的結果，能使信徒對現實中的罪惡更敏感，並以自身經歷為例：一次她在教會聽到有一些東西在談話，好像是魔鬼在開會，正在細聲討論和忙碌。這個經歷讓她感到絕望和不安，並想像所有教會都正在發生類似的情況。雖然這種經歷可能是朱利安過敏的反應，但她以此強調禱告令信徒得到另類的視角看到上帝。沒回應的禱告並非等同上帝缺席，而是人類短暫有限的感覺所致，故此這阻擋不了上帝終極的保證。
最終，朱利安以巨大的信心，克服了她的疑惑：即使神本身就與人類同在，並且主動在各人的生活中，人類仍會因受感動而尋求神。她以自身經歷，解釋人類尋求神的動機：
「所以我被教導，愛是我們上帝的意思⋯⋯在這愛中，我們有我們各人的起始，在這一切所有中，我們可以不斷的看到上帝。感謝上帝。 這裡完結了朱莉安在諾域治受啟示而寫的書，願上帝憐憫她的靈魂。」

### 教會觀
朱利安的著作很少提及實際教會階層或制度的構成。不過，她曾抨擊神職人員的靈性和道德低落，似乎代表她不認同當時的教會狀況。
朱利安的教會論建基在基督的母性之上。她承接自奧古斯丁以降的思想，視教會為基督在地上有形身體的代表。基督像母親一樣養育我們，帶我們進入基督的新群體一起生活。教會內的水禮和聖餐，是她對基督受難的神聖意義的可見代表。 然而，她的異象強調神的愛凌駕一切，本身也為她帶來對教會教導的懷疑：一方面是異象中強調神的愛，另一方面的教會傳統提及的審判、刑罰、地獄和煉獄之觀點。朱利安相信即使被教會斥責的人，仍有機會得救，因此她致力在默觀中處理個人領受和教會教義的衝突。她找到相對緩和衝突的方法，是透過不斷默想聖經內的內容，嘗試以個人理性找到平衡的方法。她經過二十年的處理後，認為自己找到亞當和基督之間的結連，而不受罪惡疑惑的問題影響自己的信心。 因此，朱利安並不否定教會的教導，只是她選擇以自己的異象為主以牧養信徒，並不囿於教會傳統。

## 後世榮譽
天主教將五月十三日被定為記念朱利安的聖日，英國聖公宗和信義宗則定為五月八日。 天主教對朱利安的思想仍然十分重視。除了在信條內提及朱利安外，前任教宗本篤十六世於2010年一次演講中，也提及朱利安思想之影響：
「大公教會的信條引用諾里奇的朱利安的說話，為一個長久以來都引起信徒爭論的議題，提供大公教會的立場（參考信條第304-313條，及314條）。」
（The Catechism of the Catholic Church cites the words of Julian of Norwich when it explains the viewpoint of the Catholic faith on an argument that never ceases to be a provocation to all believers (cf. nn. 304-313, 314).）
然而，天主教沒有將朱利安封為聖人，而在信條中稱其為蒙福的（Blessed）朱利安。此稱號雖有尊貴的意思，但並非和教廷封聖的人地位平等。

## 延伸阅读
- Baker, Denise N. . Mystics Quarterly. September 1993, 19 (4): 148–161.
- Beer, Frances. . Woodbridge: Boydell Press. 1992  [2020-05-13]. ISBN 978-0-85115-302-5. （原始内容存档于2022-04-07）.
- Beer, Frances. . Cambridge: Boydell & Brewer Ltd. 1998  [2020-05-13]. ISBN 978-0-85991-453-6. （原始内容存档于2020-03-28）.
- Bhattacharji, Santha. . . Oxford University Press. 2014. doi:10.1093/ref:odnb/15163. Template:Subscription or libraries
- Blomefield, Francis; Parkin, Charles. . Volume 4. London: Printed for W. Miller. 1805 [First published 1739-75]. OCLC 560883605.
- Butler-Bowden, W.; Chambers, R.W. . Oxford University Press. 1954. OCLC 3633095.
- Bynum, Caroline Walker. . Berkeley: University of California Press. 1984. ISBN 978-0-520-05222-2.
- Crampton, Georgia Ronan. . Western Michigan University: Kalamazoo. 1993  [2020-05-13]. ISBN 978-1-879288-45-4. （原始内容存档于2019-02-04）.
- Dresvina, Juliana. . Moscow. 2010. ISBN 978-5-91244-031-1.
- D-Vasilescu, Elena Ene. . Palgrave Macmillan. 2018. ISBN 978-3-319-98985-3.
- Groves, Nicholas. . Norwich: Norwich Heritage Economic and Regeneration Trust (HEART) and East Publishing. 2010. ISBN 978-0-9560385-2-4.
- Holloway, Julia Bolton. . Salzburg: Institut für Anglistik und Amerikanistik. 2008. ISBN 978-3-902649-01-0.
- Holloway, Julia Bolton. . Newcastle-upon-Tyne: Cambridge Scholars Publishing. 2016. ISBN 978-1-4438-8894-3.
- Jantzen, Grace Marion. . London: SPCK. 2011. ISBN 978-0-281-06424-3.
- Leech, Kenneth; Ward, Sr Benedicta SLG. . Oxford: SLG Press. 1995. ISBN 978-0-7283-0122-1.
- Leyser, Henrietta. . London: Phoenix Press. 2002. ISBN 978-1-84212-621-9.
- McGinn, Bernard. . New York: Herder & Herder. 2012. ISBN 978-0-8245-4392-1.
- Newman, Barbara. . Modern Philology. 2011, 108 (3): 427–61. ISSN 0026-8232. JSTOR 10.1086/658355. doi:10.1086/658355.
- Obbard, Elizabeth Ruth. . Norwich: Canterbury Press. 2008. ISBN 978-1-85311-903-3.
- Pelphrey, Brant. . Wilmington, Delaware: Glazier. 1989. ISBN 978-0-89453-623-6.
- Ramirez, Janina. . London: SPCK. 2016. ISBN 978-0-281-07737-3.
- Rawcliffe, Carol; Wilson, Richard (编). . London, New York: Hambleton and London. 2004. ISBN 978-1-85285-449-2.
- Rolf, Veronica Mary. . Orbis Books. 2013. ISBN 978-1-62698-036-5.
- Rolf, Veronica Mary. . InterVarsity Press. 2018. ISBN 978-0-8308-5088-4.
- Tanner, J.R.; Previté-Orton, C.W.; Brooke, Z.N. (编). . Volume VII. Cambridge University Press. 1932.
- Turner, Denys Alan. . Yale University Press. 2011. ISBN 978-0-300-16391-9.
- Upjohn, Sheila; Groves, Nicholas. . Norwich: The Friends of Julian of Norwich. 2018. ISBN 978-0-954-15246-8.
- Watson, Nicholas; Jenkins, Jacqueline. . Penn State University Press. 2006. ISBN 978-0-271-02908-5.
- Salih, Sarah; Baker, Denise Nowakowski (编). . New York: Palgrave Macmillan. 2009. ISBN 978-0-23-010162-3.